# Antidesma
Genre
Classification phylogénétique
Antidesma est un genre de plantes à fleurs de la famille des Phyllanthaceae qui comprend 170 espèces.
Ce sont des arbustes et des arbres tropicaux jusqu'à une hauteur de 30 m[réf. nécessaire], situés dans les forêts à feuilles persistantes.
On le trouve dans l'Ancien Monde principalement en Asie du Sud, mais aussi dans les régions tropicales en Australie, en Afrique et les îles du Pacifique.
Il existe 18 espèces et de cinq variétés d'Antidesma endémique à la Thaïlande.

## Description
Les feuilles sont généralement persistantes. Elles sont reliées aux rameaux par l'intermédiaire de pétioles et de stipules.
Ces plantes sont dioïques. Les fleurs grandissent groupées en racèmes, avec une bractée par fleur, sur un court pédicelle. Leur couleur est jaune-vert, mais peut devenir rouge à maturité. Il existe 3 à 8 sépales fusionnées, mais pas de pétales. Les fleurs mâles ont 2 à 8 étamines, mais pas de pistils. Les fleurs femelles ont de 2 à 6 stigmates. Ils ont un ovaire loculeux avec 2 ovules.
Les fruits sont globuleux ou ovales, et ressemblent à une drupe. Leur couleur varie du vert au blanc, ou du rouge au noir. Les fruits sont charnus et juteux, comestibles et d'une saveur légèrement acide.

## Espèces
Selon World Checklist of Selected Plant Families (WCSP) (5 sept. 2012) :
- Antidesma acidum Retz., (1788) (Thaïlande)
- Antidesma alexiteria L., (1753)
- Antidesma ambiguum Pax & K.Hoffm.  , (1922)
- Antidesma annamense Gagnep., (1923)
- Antidesma baccatum Airy Shaw, (1969) (Nouvelle-Guinée)
- Antidesma bhargavae Chakrab. & N.P.Balakr., (2002)
- Antidesma brachyobotrys Airy Shaw, (1972) (Malaisie, Bornéo)
- Antidesma brevipes Petra Hoffm., (1999).
- Antidesma bunius (L.) Spreng., (1824) bignay (Queensland, Asie du sud-est)
- Antidesma catanduanense Merr., (1920) (Philippines)
- Antidesma celebicum Miq., (1864) (Sulawesi)
- Antidesma chalaranthum Airy Shaw, (1979) (Nouvelle-Guinée)
- Antidesma chonmon Gagnep., (1923)
- Antidesma cochinchinense Gagnep., (1923)
- Antidesma comptum Tul., (1851)
- Antidesma concinnum Airy Shaw, (1979) (Nouvelle-Guinée)
- Antidesma contractum J.J.Sm., (1910) (Nouvelle-Guinée)
- Antidesma coriaceum Tul., (1851) (Malaisie, Sumatra, Bornéo, Sulawesi)
- Antidesma costulatum Pax & K.Hoffm.  , (1922)
- Antidesma cruciforme Gage, (1922) *Antidesma cruciforme : (Malaisie)
- Antidesma curranii Merr., (1914 publ. 1915) (Philippines)
- Antidesma cuspidatum Müll.Arg., (1865) (Malaisie, Bornéo, Sulawesi)
  - Antidesma cuspidatum var. cuspidatum
  - Antidesma cuspidatum var. orthocalyx Airy Shaw, (1973)
- Antidesma dallachyanum Baill., (1866) (Queensland)
- Antidesma digitaliforme Tul., (1851) (Philippines)
- Antidesma eberhardtii Gagnep., (1923)
- Antidesma edule Merr., (1904)
  - Antidesma edule var. apoense Petra Hoffm., (1999)
  - Antidesma edule var. edule
- Antidesma elassophyllum A.C.Sm., (1952)
- Antidesma elbertii Petra Hoffm., (1999)
- Antidesma erostre F.Muell. ,  (1873) (Nouvelle-Guinée)
- Antidesma excavatum Miq., (1864)
  - Antidesma excavatum var. excavatum
  - Antidesma excavatum var. indutum (Airy Shaw) Petra Hoffm., (1999)
- Antidesma ferrugineum Airy Shaw, (1972) (Nouvelle-Guinée)
- Antidesma fleuryi Gagnep., (1923)
- Antidesma forbesii Pax & K.Hoffm. ,  (1922) (Sumatra)
- Antidesma fordii Hemsl., (1894)
- Antidesma fruticosum (Lour.) Müll.Arg.  , (1866)
- Antidesma fruticulosum Kurz, (1873)
- Antidesma ghaesembilla Gaertn., (1788) (Australie, Asie du sud-est)
- Antidesma gillespieanum A.C.Sm., (1952)
- Antidesma hainanense Merr., (1922)
- Antidesma helferi Hook.f., (1887) (Malaisie, Thaïlande)
- Antidesma heterophyllum Blume, (1827) (Java)
- Antidesma insulare Gillespie, (1932)
- Antidesma japonicum Siebold & Zucc., (1845) (Japon, Thaïlande, Malaisie)
  - Antidesma japonicum var. japonicum
  - Antidesma japonicum var. robustius Airy Shaw, (1972)
- Antidesma jayasuriyae Chakrab. & M.Gangop., (2000)
- Antidesma jucundum Airy Shaw, (1979) (Nouvelle-Guinée)
- Antidesma × kapuae Rock, (1913)
- Antidesma keralense Chakrab. & M.Gangop., (2000)
- Antidesma khasianum Hook.f., (1887)
- Antidesma kunstleri Gage, (1922)
- Antidesma laciniatum Müll.Arg.,  (1864) (Aduigbo, Nigeria)
  - Antidesma laciniatum var. laciniatum
  - Antidesma laciniatum var. membranaceum Müll.Arg., (1864)
- Antidesma laurifolium Airy Shaw, (1972) (Thaïlande, Malaisie)
- Antidesma leucocladon Hook.f., (1887) (Malaisie, Sumatra)
- Antidesma leucopodum Miq., (1861) (Thaïlande, Malaisie, Bornéo)
- Antidesma macgregorii C.B.Rob., (1911) (Philippines)
- Antidesma maclurei Merr., (1923)
- Antidesma madagascariense Lam., (1783)
  - Antidesma madagascariense var. hildebrandtii (Pax & K.Hoffm.) Petra Hoffm., (1999 publ. 2000)
  - Antidesma madagascariense var. madagascariense
- Antidesma membranaceum Müll.Arg., (1865) (Asofeyeje, Nigeria)
- Antidesma messianianum Guillaumin, (1929)
- Antidesma microcarpum Elmer, (1908) (Philippines)
- Antidesma minus Blume, (1827) (Java)
- Antidesma montanum Blume, (1827) (Asie du sud-est)
  - Antidesma montanum var. microphyllum (Hemsl.) Petra Hoffm., (1999)
  - Antidesma montanum var. montanum
  - Antidesma montanum var. salicinum (Ridl.) Petra Hoffm., (1999)
  - Antidesma montanum var. wallichii (Tul.) Petra Hoffm., (1999).
- Antidesma montis-silam Airy Shaw, (1973) (Borneo)
- Antidesma myriocarpum Airy Shaw, (1972) (Nouvelle-Guinée)
- Antidesma neurocarpum Miq., (1861) (Thaïlande, Malaisie, Bornéo)
  - Antidesma neurocarpum var. hosei (Pax & K.Hoffm.) Petra Hoffm., (1999)
  - Antidesma neurocarpum var. linearifolium (Pax & K.Hoffm.) Petra Hoffm., (1999)
  - Antidesma neurocarpum var. neurocarpum
- Antidesma nienkui Merr. & Chun, (1935) (Thaïlande)
- Antidesma nigricans Tul., (1851)
- Antidesma oblongum (Hutch.) Keay, (1956)
- Antidesma orthogyne (Hook.f.) Airy Shaw, (1972) (Thaïlande, Malaisie)
- Antidesma pachybotryum Pax & K.Hoffm., (1910)
- Antidesma pachystachys Hook.f., (1887) (Malaisie)
- Antidesma pacificum Müll.Arg.  ,  (1866)
- Antidesma pahangense Airy Shaw, (1969) (Malaisie)
- Antidesma parvifolium F.Muell., (1864)
- Antidesma pendulum Hook.f., (1887) (Malaisie, Bornéo)
- Antidesma petiolatum Airy Shaw, (1978) (Nouvelle-Guinée)
- Antidesma phanrangense Gagnep., (1925)
- Antidesma platyphyllum H.Mann, (1867) (Ha’a, Hame (Hawaii)
- Antidesma pleuricum Tul., (1851) (Philippines)
- Antidesma poilanei Gagnep., (1923)
- Antidesma polystylum Airy Shaw, (1972) (Borneo)
- Antidesma pulvinatum Hillebr., (1888)
- Antidesma puncticulatum Miq., (1861)
- Antidesma pyrifolium Müll.Arg., (1865)
- Antidesma rhynchophyllum K.Schum. , (1905) (Nouvelle-Guinée)
- Antidesma riparium Airy Shaw, (1969) (Borneo)
  - Antidesma riparium subsp. ramosum Petra Hoffm., (1999)
  - Antidesma riparium subsp. riparium
- Antidesma rufescens Tul., (1851)
- Antidesma sinuatum Benth., (1873)
- Antidesma sootepense Craib, (1911) (Thaïlande)
- Antidesma spatulifolium Airy Shaw, (1969) (Nouvelle-Guinée)
- Antidesma stipulare Blume, (1827) (Asie du sud-est)
- Antidesma subbicolor Gagnep., (1923)
- Antidesma subcordatum Merr., (1909) (Philippines)
- Antidesma tetrandrum Blume, (1827) (Java, Sulawesi)
- Antidesma tomentosum Blume, (1827) (Asie du sud-est)
  - Antidesma tomentosum var. stenocarum (Airy Shaw) Petra Hoffm., (1999)
  - Antidesma tomentosum var. tomentosum
- Antidesma tonkinense Gagnep., (1923)
- Antidesma trichophyllum A.C.Sm., (1952)
- Antidesma vaccinioides Airy Shaw, (1973) (Nouvelle-Guinée)
- Antidesma velutinosum Blume, (1825) (Thaïlande, Malaysie, Java)
- Antidesma velutinum Tul., (1851) (Thaïlande, Malaisie)
- Antidesma venenosum J.J.Sm., (1910) (Borneo)
- Antidesma venosum E.Mey. ex Tul., (1851) (Aroro, Nigeria)
- Antidesma vogelianum Müll.Arg., (1864) (Ojuat kachi, Nigeria)

## Espèces aux noms synonymes, obsolètes et leurs taxons de référence
Selon World Checklist of Selected Plant Families (WCSP) (6 sept. 2012) :
- Antidesma acuminatissimum Quisumb. & Merr., (1928) = Antidesma japonicum var. japonicum
- Antidesma acuminatum Wight, (1853) = Antidesma montanum var. montanum
- Antidesma acutisepalum Hayata, (1920) = Antidesma japonicum var. japonicum
- Antidesma agusanense Elmer, (1915) = Antidesma montanum var. montanum
- Antidesma alatum Hook.f., (1887) = Antidesma neurocarpum var. neurocarpum
- Antidesma alexiteria Willd., (1806), nom. illeg. = Antidesma nigricans Tul., (1851)
- Antidesma alexiteria Gaertn., (1788), sphalm. = Antidesma alexiteria L., (1753)
- Antidesma alexiterium C.Presl, (1851) = Antidesma montanum var. montanum
- Antidesma alnifolium Baker, (1887), nom. illeg. = Antidesma madagascariense var. madagascariense
- Antidesma alnifolium Hook., (1842) = unplaced
- Antidesma amboinense Miq., (1864) = Antidesma stipulare Blume, (1827) (Asie du Sud-Est)
- Antidesma andamanicum Hook.f., (1887) = Antidesma bunius (L.) Spreng., (1824)
- Antidesma angustifolium (Merr.) Pax & K.Hoffm. , (1922) = Antidesma montanum var. montanum
- Antidesma apiculatum Hemsl., (1894) = Antidesma montanum var. montanum
- Antidesma arbutifolium Baker, (1887) = Thecacoris madagascariensis A.Juss., (1824)
- Antidesma aruanum Pax & K.Hoffm. , (1922) = Antidesma montanum var. montanum
- Antidesma attenuatum Wall. ex Tul., (1851) = Antidesma velutinosum Blume, (1825)
- Antidesma auritum Tul., (1851) = Antidesma tetrandrum Blume, (1827)
- Antidesma bangueyense Merr., (1924) = Antidesma tomentosum var. tomentosum
- Antidesma barbatum C.Presl, (1851) = Antidesma montanum var. montanum
- Antidesma barbigerum Hildebr. ex Pax & K.Hoffm. , (1922) = Antidesma pulvinatum Hillebr., (1888)
- Antidesma batuense J.J.Sm., (1914) = Antidesma pendulum Hook.f., (1887)
- Antidesma bicolor Hassk., (1844) = Excoecaria cochinchinensis  Lour., (1790)
- Antidesma bicolor Pax & K.Hoffm. , (1922) = Antidesma montanum var. montanum
- Antidesma bifrons Tul., (1851) = Antidesma venosum E.Mey. ex Tul., (1851)
- Antidesma blumei Tul., (1851) = Antidesma tetrandrum Blume, (1827)
- Antidesma boivinianum Baill., (1861) = Antidesma tetrandrum Blume, (1827)
- Antidesma boridiense Airy Shaw, (1978) = Antidesma excavatum var. excavatum
- Antidesma boutonii Baker, (1877) = Antidesma madagascariense var. madagascariense
- Antidesma brachyscyphum Baker, (1887) = Antidesma madagascariense var. madagascariense
- Antidesma brunneum Hook.f., (1887)  = Antidesma pyrifolium Müll.Arg., (1865)
- Antidesma bunius Wall., (1832), nom. nud. = Antidesma nigricans Tul., (1851)
- Antidesma bunius var. cordifolium (C.Presl) Müll.Arg. , (1866) = Antidesma bunius (L.) Spreng., (1824)
- Antidesma bunius var. floribundum (Tul.) Müll.Arg. , (1866) = Antidesma bunius (L.) Spreng., (1824)
- Antidesma bunius var. genuinum Müll.Arg. , (1866), nom. inval. = Antidesma bunius (L.) Spreng., (1824)
- Antidesma bunius var. pubescens Petra Hoffm., (1999) = Antidesma bunius (L.) Spreng., (1824)
- Antidesma bunius var. sylvestre (Lam.) Müll.Arg. , (1866) = Antidesma bunius (L.) Spreng., (1824)
- Antidesma bunius var. thwaitesianum (Müll.Arg.) Trimen, S (1885) = Antidesma puncticulatum Miq., (1861)
- Antidesma bunius var. wallichii Müll.Arg. , (1866) = Antidesma bunius (L.) Spreng., (1824)
- Antidesma calvescens Pax & K.Hoffm. , (1922) = Antidesma montanum var. montanum
- Antidesma cambodianum Gagnep., (1923) = Antidesma japonicum var. japonicum
- Antidesma caudatum Pax & K.Hoffm., (1931) = Antidesma leucopodum Miq., (1861)
- Antidesma cauliflorum W.W.Sm., (1915) = Antidesma leucopodum Miq., (1861)
- Antidesma cauliflorum Merr., (1917), nom. illeg. = Antidesma leucopodum Miq., (1861)
- Antidesma chevalieri Beille, (1908) = Antidesma laciniatum var. laciniatum
- Antidesma ciliatum C.Presl, (1851) = Antidesma bunius (L.) Spreng., (1824)
- Antidesma cinnamomifolium Pax & K.Hoffm. , (1922) = Antidesma rhynchophyllum K.Schum. , (1905)
- Antidesma clementis Merr., (1917), nom. illeg. = Antidesma tomentosum var. tomentosum
- Antidesma clementis Merr., (1914 publ. 1915)  = Antidesma leucopodum Miq., (1861)
- Antidesma collettii Craib, Bull. Misc. Inform (1911) = Antidesma bunius (L.) Spreng., (1824)
- Antidesma comoense Beille, (1910) = Thecacoris stenopetala (Müll.Arg.) Müll.Arg. ,(1866)
- Antidesma comorense Vatke & Pax, (1893) = Antidesma madagascariense var. madagascariense
- Antidesma cordatostipulaceum Merr., (1909) = Antidesma stipulare Blume, (1827)
- Antidesma cordatostipulaceum var. lanceifolium Merr. = Antidesma stipulare Blume, (1827)
- Antidesma cordatum Airy Shaw, (1972) = Antidesma coriaceum Tul., (1851)
- Antidesma cordifolium C.Presl, Epimel. Bot.: 235 (1851) = Antidesma bunius (L.) Spreng., (1824)
- Antidesma coriifolium Pax & K.Hoffm. , (1922) = unplaced
- Antidesma crassifolium (Elmer) Merr., (1912 publ. 1913) = Antidesma bunius (L.) Spreng., (1824)
- Antidesma crenatum H.St.John, (1972 = unplaced
- Antidesma cumingii Müll.Arg. , (1866) = Antidesma tomentosum var. tomentosum
- Antidesma cuspidatum var. borneense Airy Shaw, (1975) = Antidesma cuspidatum var. cuspidatum
- Antidesma cuspidatum var. leiodiscus Ridl., (1924) = Antidesma cuspidatum var. cuspidatum
- Antidesma delicatulum Hutch. , (1916) = Antidesma japonicum var. japonicum
- Antidesma densiflorum Pax & K.Hoffm. , (1922) = Antidesma rhynchophyllum K.Schum. , (1905)
- Antidesma diandrum (Roxb.) B.Heyne ex Roth, (1821) = Antidesma acidum Retz., (1788)
- Antidesma diandrum var. genuinum Müll.Arg. , (1866), nom. inval. = Antidesma acidum Retz., (1788)
- Antidesma diandrum var. javanicum (J.J.Sm.) Pax & K.Hoffm. , (1922)
- Antidesma diandrum f. javanicum J.J.Sm. , (1910) = Antidesma acidum Retz., (1788)
- Antidesma diandrum var. lanceolatum Tul., (1851) = Antidesma acidum Retz., (1788)
- Antidesma diandrum var. ovatum Tul., (1851) = Antidesma acidum Retz., (1788)
- Antidesma diandrum var. parvifolium Tul., (1851) = Antidesma acidum Retz., (1788)
- Antidesma diepenhorstii Miq., (1861) = Antidesma stipulare Blume, (1827)
- Antidesma discolor Airy Shaw, (1980) = Antidesma montanum var. montanum
- Antidesma diversifolium Miq., (1861) = Antidesma montanum var. montanum
- Antidesma erythrocarpum Müll.Arg. , (1866) = Antidesma montanum var. montanum
- Antidesma erythroxyloides Tul., (1851) = Antidesma madagascariense var. madagascariense
- Antidesma fallax Müll.Arg., (1865) = Antidesma coriaceum Tul., (1851)
- Antidesma filiforme Blume, (1827) = Galearia filiformis (Blume) Boerl., (1890)
- Antidesma filipes Hand.-Mazz., (1931) = Antidesma japonicum var. japonicum
- Antidesma flexuosum Tul., (1851) = Antidesma nigricans Tul., (1851)
- Antidesma floribundum Tul., (1851) = Antidesma bunius (L.) Spreng., (1824)
- Antidesma foxworthyi Merr., (1916) = Antidesma tomentosum var. tomentosum
- Antidesma frutescens Jack, (1822) = Antidesma ghaesembilla Gaertn., (1788)
- Antidesma frutiferum Elmer, (1939), no Latin descr. = Antidesma microcarpum Elmer, (1908)
- Antidesma fuscocinereum Beille, (1908) = Antidesma venosum E.Mey. ex Tul., (1851)
- Antidesma fusicarpum Elmer, (1919) = Antidesma subcordatum Merr., (1909)
- Antidesma ghaesembilla var. genuinum Müll.Arg. , (1866), nom. inval. = Antidesma ghaesembilla Gaertn., (1788)
- Antidesma ghaesembilla var. paniculatum (Blume) Müll.Arg. , (1866) = Antidesma ghaesembilla Gaertn., (1788)
- Antidesma ghaesembilla var. vestitum (C.Presl) Müll.Arg. , (1866) = Antidesma ghaesembilla Gaertn., (1788)
- Antidesma gibbsiae Hutch., (1914) = Antidesma tomentosum var. tomentosum
- Antidesma glabellum K.D.Koenig ex Benn., (1840), nom. nud. = Antidesma bunius (L.) Spreng., (1824)
- Antidesma glabrum Tul., (1851) = Antidesma bunius (L.) Spreng., (1824)
- Antidesma globuligerum Airy Shaw, (1981) = Antidesma riparium subsp. riparium
- Antidesma gracile Hemsl., (1894) = Antidesma japonicum var. japonicum
- Antidesma gracillimum Gage, (1922) = Antidesma japonicum var. japonicum
- Antidesma grandistipulum Merr., (1916) = Antidesma stipulare Blume, (1827)
- Antidesma grossularia Raeusch., (1789) = unplaced
- Antidesma guineensis G.Don ex Hook., (1849), nom. nud. = Uapaca guineensis var. guineensis
- Antidesma gymnogyne Pax & K.Hoffm. , (1922) = Antidesma velutinum Tul., (1851) (Thaïlande, Malaisie)
- Antidesma hallieri Merr., (1916) = Antidesma neurocarpum Miq., (1861)
- Antidesma henryi Hemsl., (1894) = Antidesma montanum var. montanum
- Antidesma henryi Pax & K.Hoffm. , (1922), nom. illeg. = Antidesma montanum var. montanum
- Antidesma heterophyllum C.Presl, (1851), nom. illeg. = Antidesma montanum var. montanum
- Antidesma hiiranense Hayata, (1920) = Antidesma japonicum var. japonicum
- Antidesma hildebrandtii Pax & K.Hoffm. , (1922) = Antidesma madagascariense var. hildebrandtii (Pax & K.Hoffm.) Petra Hoffm., (1999 publ. 2000)
- Antidesma hildebrandtii var. comorense (Vatke & Pax) Leandri, (1937) = Antidesma madagascariense var. madagascariense
- Antidesma hirtellum Ridl., (1923)  = Antidesma leucopodum Miq., (1861)
- Antidesma hontaushanense C.E.Chang, (1964) = Antidesma pleuricum Tul., (1851)
- Antidesma hosei Pax & K.Hoffm. , (1922Antidesma neurocarpum var. hosei (Pax & K.Hoffm.) Petra Hoffm., (1999)
- Antidesma hosei var. angustatum (Airy Shaw) Airy Shaw, K (1975) = Antidesma neurocarpum var. hosei (Pax & K.Hoffm.) Petra Hoffm., (1999)
- Antidesma hosei var. microcarpum Airy Shaw, (1973) = Antidesma neurocarpum var. hosei (Pax & K.Hoffm.) Petra Hoffm., (1999)
- Antidesma hosei var. oxyurum Airy Shaw, (1981) = Antidesma neurocarpum Miq., (1861)
- Antidesma hylandii Airy Shaw, (1981) = Antidesma excavatum var. excavatum
- Antidesma ilocanum Merr., (1920) = Antidesma tomentosum var. tomentosum
- Antidesma impressinerve Merr., (1920) = Antidesma tomentosum var. tomentosum
- Antidesma inflatum Merr., (1917) = Antidesma neurocarpum Miq., (1861)
- Antidesma japonicum var. acutisepalum (Hayata) Hurus., (1941) = Antidesma japonicum var. japonicum
- Antidesma japonicum f. angustissimum Hurus., (1941) = Antidesma japonicum var. japonicum
- Antidesma japonicum var. densiflorum Hurus., (1941) = Antidesma japonicum var. japonicum
- Antidesma japonicum var. liukiuense Hurus., (1954) = Antidesma japonicum var. japonicum
- Antidesma japonicum var. uncinulatum Hurus., (1941) = Antidesma japonicum var. japonicum
- Antidesma katikii Airy Shaw, (1973) = Antidesma excavatum var. excavatum
- Antidesma kerrii Craib, (1911) = Antidesma montanum var. montanum
- Antidesma kingii Hook.f., (1887) = Antidesma tomentosum var. tomentosum
- Antidesma kotoense Kaneh., (1917), no Latin descr. = Antidesma montanum var. montanum
- Antidesma kuroiwae Makino, (1906) = Antidesma montanum var. montanum
- Antidesma kusaiense Kaneh., (1932) = Antidesma excavatum var. excavatum
- Antidesma laciniatum var. genuinum Pax & K.Hoffm. , (1922), nom. inval. = Antidesma laciniatum Müll.Arg., (1864)
- Antidesma laciniatum subsp. membranaceum (Müll.Arg.) J.Léonard, (1988)
- Antidesma lanceolarium Moritzi, (1846), nom. illeg. = Antidesma minus Blume, (1827)
- Antidesma lanceolarium (Roxb.) Steud., N (1840) = Antidesma acidum Retz., (1788)
- Antidesma lanceolatum Tul., (1851), nom. illeg. = Antidesma minus Blume, (1827)
- Antidesma lanceolatum Dalzell & A.Gibson, (1861), nom. illeg. = Antidesma montanum var. wallichii (Tul.) Petra Hoffm., (1999)
- Antidesma lanceolatum Hook.f. & Thomson, (1887), nom. inval. = Antidesma khasianum Hook.f., (1887)
- Antidesma lanceolatum var. walkeri Tul., (1851) = Antidesma comptum Tul., (1851)
- Antidesma lancifolium Bojer, (1837) = Antidesma madagascariense var. madagascariense
- Antidesma ledermannianum Pax & K.Hoffm. , (1922) = Antidesma contractum J.J.Sm., (1910)
- Antidesma leptobotryum Müll.Arg., (1864) = Thecacoris leptobotrya (Müll.Arg.) Brenan, (1953)
- Antidesma leptocladum Tul., (1851) = Antidesma montanum var. montanum
- Antidesma leptocladum var. genuinum Müll.Arg. , (1866), nom. inval. = Antidesma montanum var. montanum
- Antidesma leptocladum var. glabrum Müll.Arg . , (1866) = Antidesma montanum var. montanum
- Antidesma leptocladum var. nitidum (Tul.) Müll.Arg. , (1866) = Antidesma montanum var. montanum
- Antidesma leptocladum var. schmutzii Airy Shaw, (1982) = Antidesma montanum var. montanum
- Antidesma leptodictyum Airy Shaw, (1981) = Antidesma tomentosum var. stenocarum (Airy Shaw) Petra Hoffm., (1999)
- Antidesma leucopodum var. kinabaluense Airy Shaw, (1973)  = Antidesma leucopodum Miq., (1861)
- Antidesma leucopodum var. platyphyllum Airy Shaw, (1973)  = Antidesma leucopodum Miq., (1861)
- Antidesma linearifolium Pax & K.Hoffm. , (1922) = Antidesma neurocarpum var. linearifolium (Pax & K.Hoffm.) Petra Hoffm., (1999)
- Antidesma litorale Blume, Bijdr.: 1123 (1827) = unplaced
- Antidesma lobbianum (Tul.) Müll.Arg. , (1866) = Antidesma montanum var. montanum
- Antidesma longifolium Decne. ex Baill., (1865), nom. illeg. = Richeria grandis var. grandis
- Antidesma longifolium Bojer, (1837) = unplaced
- Antidesma longipes Pax, (1893) = Maesobotrya longipes (Pax) Hutch., (1912)
- Antidesma longipes Hook.f., (1887) = Antidesma montanum var. montanum
- Antidesma lucidum Merr., (1906) = Antidesma digitaliforme Tul., (1851)
- Antidesma lunatum Miq., (1861) = Aporosa lunata (Miq.) Kurz, (1873)
- Antidesma luzonicum Merr., (1914 publ. 1915) = Antidesma digitaliforme Tul., (1851)
- Antidesma macrophyllum Wall. ex Voigt, (1845), nom. illeg. = Antidesma montanum var. montanum
- Antidesma madagascariense f. aporosum Müll.Arg. , (1866) = Antidesma madagascariense var. madagascariense
- Antidesma madagascariense f. trichophorum Müll.Arg. , (1866) = Antidesma madagascariense var. madagascariense
- Antidesma maesoides Pax & K.Hoffm. , (1922) = Antidesma microcarpum Elmer, (1908)
- Antidesma mannianum Müll.Arg., (1864) = Thecacoris stenopetala  (Müll.Arg.) Müll.Arg. , (1866)
- Antidesma martabanicum C.Presl, (1851) = Antidesma montanum var. wallichii (Tul.) Petra Hoffm., (1999)
- Antidesma maximowiczii Conw. , (1886) = unplaced
- Antidesma megalocarpum S.Moore, (1923) = unplaced
- Antidesma megalophyllum Merr., (1920) = Antidesma tomentosum var. tomentosum
- Antidesma meiocarpum J.Léonard, (1945) = Antidesma membranaceum Müll.Arg., (1865)
- Antidesma membranaceum var. crassifolium Pax & K.Hoffm. , (1922) = Antidesma vogelianum Müll.Arg., (1864)
- Antidesma membranaceum var. glabrescens Müll.Arg. , (1866) = Antidesma rufescens Tul., (1851)
- Antidesma membranaceum var. molle Müll.Arg., (1865) = Antidesma membranaceum Müll.Arg., (1865)
- Antidesma membranaceum var. tenuifolium Müll.Arg. , (1866) = Antidesma membranaceum Müll.Arg., (1865)
- Antidesma membranifolium Elmer, (1908) = Antidesma tomentosum var. tomentosum
- Antidesma menasu (Tul.) Müll.Arg. , (1866) = Antidesma montanum var. montanum
- Antidesma menasu Kurz, (1877), nom. illeg. = Antidesma montanum var. wallichii (Tul.) Petra Hoffm., (1999)
- Antidesma menasu var. linearifolium Hook.f., (1887) = Antidesma montanum var. montanum
- Antidesma microcarpum Miq., (1861), sphalm. = Antidesma neurocarpum var. neurocarpum
- Antidesma microphyllum Hemsl., (1894) = Antidesma montanum var. microphyllum (Hemsl.) Petra Hoffm., (1999)
- Antidesma mindanaense Merr., (1912 publ. 1913) = Antidesma montanum var. montanum
- Antidesma minus Wall., (1832), nom. nud. = Antidesma coriaceum Tul., (1851)
- Antidesma molle Wall. ex Müll.Arg., (1865) = Antidesma velutinosum Blume, (1825)
- Antidesma moluccanum Airy Shaw, (1969) = Antidesma excavatum var. excavatum
- Antidesma moluccanum var. indutum Airy Shaw, (1978) = Antidesma excavatum var. indutum (Airy Shaw) Petra Hoffm., (1999)
- Antidesma montanum Thwaites, (1861), nom. illeg. = Antidesma pyrifolium Müll.Arg., (1865)
- Antidesma montanum var. microcarpum Airy Shaw, (1981) = Antidesma montanum var. montanum
- Antidesma moritzii (Tul.) Müll.Arg., (1865) = Antidesma montanum var. montanum
- Antidesma mucronatum Boerl. & Koord. , (1910) = Antidesma montanum var. montanum
- Antidesma myriocarpum var. puberulum Airy Shaw, (1978) = Antidesma myriocarpum Airy Shaw, (1972)
- Antidesma natalense Harv., (1863) = Antidesma venosum E.Mey. ex Tul., (1851)
- Antidesma neriifolium Pax & K.Hoffm. , (1922) = Antidesma venosum E.Mey. ex Tul., (1851)
- Antidesma nervosum De Wild., (1908), sphalm. = Antidesma venosum E.Mey. ex Tul., (1851)
- Antidesma nervosum Wall., (1832), nom. nud. = unplaced
- Antidesma neurocarpum var. angustatum Airy Shaw, (1973) = Antidesma neurocarpum var. hosei (Pax & K.Hoffm.) Petra Hoffm., (1999)
- Antidesma nitens Pax & K.Hoffm. (1922) = Antidesma coriaceum Tul., (1851)
- Antidesma nitidum Tul., (1851) = Antidesma montanum var. montanum
- Antidesma novoguineense Pax & K.Hoffm. , (1922) = Antidesma excavatum var. excavatum
- Antidesma obliquicarpum Elmer, (1915) = Antidesma pleuricum Tul., (1851)
- Antidesma obliquinervium Merr., (1914 publ. 1915) = Antidesma montanum var. montanum
- Antidesma oblongatum Müll.Arg. , (1866) = Antidesma nigricans Tul., (1851)
- Antidesma oblongifolium Blume, (1827) = Antidesma montanum var. montanum
- Antidesma oblongifolium Boerl. & Koord. , (1910), nom. illeg. = Antidesma montanum var. montanum
- Antidesma oblongifolium var. wallichii Tul., (1851) = Antidesma montanum var. wallichii (Tul.) Petra Hoffm., (1999)
- Antidesma oblongum Wall. ex Hook.f., (1887), pro syn. = Antidesma montanum var. wallichii (Tul.) Petra Hoffm., (1999)
- Antidesma obovatum J.J.Sm., (1910) = Antidesma rhynchophyllum K.Schum. , (1905)
- Antidesma oligonervium Lauterb. , (1905) = Antidesma excavatum var. excavatum
- Antidesma olivaceum K.Schum. (1889) = Antidesma excavatum var. indutum (Airy Shaw) Petra Hoffm., (1999)
- Antidesma orarium Airy Shaw, (1978) = Antidesma excavatum var. excavatum
- Antidesma ovalifolium Zipp. ex Span., (1841), nom. nud. = Antidesma heterophyllum Blume, (1827)
- Antidesma pachyphyllum Merr., (1916) = Antidesma coriaceum Tul., (1851)
- Antidesma pachystachys var. palustre Airy Shaw, (1973) = Antidesma pachystachys Hook.f., (1887)
- Antidesma pachystemon Airy Shaw, (1969) = Antidesma helferi Hook.f., (1887)
- Antidesma palawanense Merr., (1914 publ. 1915) = Antidesma montanum var. montanum
- Antidesma palembanicum Miq., (1861) = Antidesma montanum var. montanum
- Antidesma paniculatum Blume, (1827) = Antidesma ghaesembilla Gaertn., (1788)
- Antidesma parasiticum Dillwyn, (1839) = unplaced
- Antidesma parviflorum Ham. ex Pax & K.Hoffm. , (1922) = Antidesma acidum Retz., (1788)
- Antidesma paxii F.P.Metcalf, (1931) = Antidesma montanum var. montanum
- Antidesma pedicellare Pax & K.Hoffm. , (1922)  = unplaced
- Antidesma pentandrum (Blanco) Merr., (1914 publ. 1915) = Antidesma montanum var. montanum
- Antidesma pentandrum var. angustifolium Merr., (1914 publ. 1915) = Antidesma montanum var. montanum
- Antidesma pentandrum var. barbatum (C.Presl) Merr., (1914 publ. 1915) = Antidesma montanum var. montanum
- Antidesma pentandrum var. genuinum (Müll.Arg.) Pax & K.Hoffm. , (1922), nom. Inval. = Antidesma montanum var. montanum
- Antidesma pentandrum var. hiiranense (Hayata) Hurus., (1954) = Antidesma japonicum var. japonicum
- Antidesma pentandrum f. kuroiwae (Makino) Hurus., (1954) = Antidesma montanum var. montanum
- Antidesma pentandrum var. lobbianum (Tul.) Merr., (1914 publ. 1915) = Antidesma montanum var. montanum
- Antidesma pentandrum var. pseudopentandrum (Hurus.) Hurus., (1954) = Antidesma montanum var. montanum
- Antidesma pentandrum var. ramosii (Merr.) Pax & K.Hoffm. ,(1922) = Antidesma montanum var. montanum
- Antidesma pentandrum var. rotundisepalum (Hayata) Hurus., (1954) = Antidesma montanum var. montanum
- Antidesma perakense Pax & K.Hoffm. , (1922) = unplaced
- Antidesma perserrula Hook.f., (1887), orth. var. = Antidesma tomentosum var. tomentosum
- Antidesma persimile Kurz, (1875) = Antidesma tomentosum var. tomentosum
- Antidesma petiolare Tul., (1851) = Antidesma madagascariense var. madagascariense
- Antidesma petiolare Airy Shaw, (1972), nom. illeg. = Antidesma petiolatum Airy Shaw, (1978)
- Antidesma petiolare var. brachyscyphum (Baker) Leandri, (1937) = Antidesma madagascariense var. madagascariense
- Antidesma petiolare f. elliotii Leandri, (1958) = Antidesma madagascariense var. madagascariense
- Antidesma petiolare f. humbertii Leandri, (1958) = Antidesma madagascariense var. madagascariense
- Antidesma petiolare var. perrieri Leandri, (1937) = Antidesma madagascariense var. madagascariense
- Antidesma phanerophlebium Merr., (1916) = Antidesma montanum var. montanum
- Antidesma plagiorrhynchum Airy Shaw, (1973) = Antidesma forbesii Pax & K.Hoffm. , (1922)
- Antidesma platyphyllum var. genuinum Pax & K.Hoffm. , (1922), nom. inval. = Antidesma platyphyllum H.Mann, (1867)
- Antidesma platyphyllum var. hamakuaense Fosberg, (1936) = Antidesma platyphyllum H.Mann, (1867)
- Antidesma platyphyllum var. hillebrandii Pax & K.Hoffm. , (1922) = Antidesma platyphyllum H.Mann, (1867)
- Antidesma platyphyllum f. rubrum O.Deg. & Sherff, (1939) = Antidesma platyphyllum H.Mann, (1867)
- Antidesma platyphyllum var. subamplexicaule Sherff, (1939) = Antidesma platyphyllum H.Mann, (1867)
- Antidesma plumbeum Pax & K.Hoffm. , (1922) = Antidesma neurocarpum var. hosei (Pax & K.Hoffm.) Petra Hoffm., (1999)
- Antidesma polyanthum K.Schum. & Lauterb., (1900) = Antidesma excavatum var. excavatum
- Antidesma ponapense Kaneh., (1935), nom. nud. = Antidesma excavatum var. excavatum
- Antidesma pradoshii Chakrab. & M.Gangop., (1997) = Antidesma forbesii Pax & K.Hoffm. , (1922)
- Antidesma praegrandifolium S.Moore, (1923) = Aporosa praegrandifolia (S.Moore) Schot, (2004)
- Antidesma pseudolaciniatum Beille, (1910) = Antidesma laciniatum var. membranaceum Müll.Arg., (1864)
- Antidesma pseudomicrophyllum Croizat, (1940) = Antidesma montanum var. microphyllum (Hemsl.) Petra Hoffm., (1999)
- Antidesma pseudomontanum Pax & K.Hoffm. , (1922) = Antidesma montanum var. montanum
- Antidesma pseudopentandrum Hurus., (1941) = Antidesma montanum var. montanum
- Antidesma pseudopetiolatum Airy Shaw, (1979) = Antidesma excavatum var. excavatum
- Antidesma pubescens Moritzi, (1846), nom. illeg. = Antidesma montanum var. montanum
- Antidesma pubescens Roxb., (1802) = Antidesma ghaesembilla Gaertn., (1788)
- Antidesma pubescens var. menasu Tul., (1851) = Antidesma montanum var. montanum
- Antidesma pubescens var. moritzii Tul., (1851) = Antidesma montanum var. montanum
- Antidesma pulvinatum var. contractum O.Deg. & Sherff   = Antidesma platyphyllum H.Mann, (1867)
- Antidesma pulvinatum var. leiogonum Sherff, (1939) = Antidesma platyphyllum H.Mann, (1867)
- Antidesma ramosii Merr., (1914 publ. 1915) = Antidesma montanum var. montanum
- Antidesma refractum Müll.Arg. , (1866) = Antidesma montanum var. montanum
- Antidesma reticulatum Planch. ex Rusby, (1895), nom. inval. = Hieronyma reticulata Britton ex Rothdauscher, (1896)
- Antidesma retusum Zipp. ex Span., (1841), nom. nud. = Antidesma bunius (L.) Spreng., (1824)
- Antidesma rhamnoides Brongn. ex Tul., (1851) = Antidesma ghaesembilla Gaertn., (1788)
- Antidesma ribes (Burm.f.) Raeusch., (1797) = unplaced
- Antidesma rivulare Merr., (1916) = Antidesma tomentosum var. tomentosum
- Antidesma rosaurianum M.Gómez, (1889) = Hieronyma clusioides (Tul.) Griseb., (1861)
- Antidesma rostratum Tul., (1851) = Antidesma montanum var. montanum
- Antidesma rostratum var. barbatum (C.Presl) Müll.Arg. , (1866) = Antidesma montanum var. montanum
- Antidesma rostratum var. genuinum Müll.Arg. , (1866), nom. inval. = Antidesma montanum var. montanum
- Antidesma rostratum var. lobbianum Tul., (1851) = Antidesma montanum var. montanum
- Antidesma rotatum Müll.Arg. , (1866) = Antidesma cuspidatum var. cuspidatum
- Antidesma rotundifolium Bojer, (1837) = Antidesma madagascariense var. madagascariense
- Antidesma rotundisepalum Hayata, (1920) = Antidesma montanum var. montanum
- Antidesma roxburghii Wall. ex Tul., (1851) = Antidesma velutinosum Blume, (1825)
- Antidesma rubiginosum Merr., (1916) = Antidesma neurocarpum var. neurocarpum
- Antidesma rugosum Wall. ex Voigt, (1845), nom. nud. = unplaced
- Antidesma rumphii Tul., (1851) = Antidesma bunius (L.) Spreng., (1824)
- Antidesma salaccense Zoll. & Moritzi , (1846) = Antidesma tetrandrum Blume, (1827)
- Antidesma salicifolium C.Presl, (1851) = Antidesma montanum var. montanum
- Antidesma salicifolium Miq., (1861), nom. illeg. = Antidesma neurocarpum var. neurocarpum
- Antidesma salicinum Ridl., (1924) = Antidesma montanum var. salicinum (Ridl.) Petra Hoffm., (1999)
- Antidesma salicinum var. latius Ridl., (1924) = Antidesma montanum var. montanum
- Antidesma samarense Merr., (1914 publ. 1915) = Antidesma tomentosum var. tomentosum
- Antidesma santosii Merr., (1920) = Antidesma neurocarpum var. neurocarpum
- Antidesma sarawakense Merr., (1916) = Antidesma stipulare Blume, (1827)
- Antidesma sarcocarpum Airy Shaw, (1969) = Antidesma excavatum var. excavatum
- Antidesma sassandrae Beille, (1910) = Antidesma rufescens Tul., (1851)
- Antidesma scandens Lour., (1790) = unplaced
- Antidesma schultzii Benth., (1873) = Antidesma ghaesembilla Gaertn., (1788)
- Antidesma schweinfurthii Pax, (1893) = Maesobotrya floribunda  Benth., (1879)
- Antidesma seguinii H.Lév., (1911) = Antidesma montanum var. microphyllum (Hemsl.) Petra Hoffm., (1999)
- Antidesma simile Müll.Arg. , (1866) = Antidesma montanum var. montanum
- Antidesma spaniothix Airy Shaw, (1978) = Antidesma velutinum Tul., (1851)
- Antidesma sphaerocarpum Müll.Arg. , (1866) = Antidesma excavatum var. excavatum
- Antidesma spicatum Blanco, (1837) = Antidesma ghaesembilla Gaertn., (1788)
- Antidesma staudtii Pax, (1899) = Antidesma vogelianum Müll.Arg., (1864)
- Antidesma stenocarpum Airy Shaw, (1969) = Antidesma tomentosum var. stenocarum (Airy Shaw) Petra Hoffm., (1999)
- Antidesma stenopetalum Müll.Arg., (1864) = Thecacoris stenopetala  (Müll.Arg.) Müll.Arg. , (1866)
- Antidesma stenophyllum Merr., (1916) = Antidesma pendulum Hook.f., (1887)
- Antidesma stenophyllum Gage, (1922), nom. illeg. = Antidesma stipulare Blume, (1827)
- Antidesma stilago Poir. in J.B.A.M.de Lamarck, (1811) = Antidesma bunius (L.) Spreng., (1824)
- Antidesma stipulare f. amboinense (Miq.) J.J.Sm. , (1910) = Antidesma stipulare Blume, (1827)
- Antidesma subcordatum var. genuinum Pax & K.Hoffm , (1922), nom. inval. = Antidesma subcordatum Merr., (1909)
- Antidesma subcordatum var. glabrescens Pax & K.Hoffm. , (1922) = Antidesma subcordatum Merr., (1909)
- Antidesma subolivaceum Elmer, Leafl. Philipp. Bot. 4: 1272 (1911) = Antidesma tomentosum var. tomentosum
- Antidesma sumatranum Pax & K.Hoffm. , (1922) = Antidesma pendulum Hook.f., (1887)
- Antidesma sylvestre Lam., (1783) = Antidesma bunius (L.) Spreng., (1824)
- Antidesma sylvestre Wall., (1832), nom. nud. = Antidesma acidum Retz., (1788)
- Antidesma tagulae Airy Shaw, (1969) = Antidesma excavatum var. excavatum
- Antidesma tenuifolium Pax & K.Hoffm. , (1922) = Antidesma pleuricum Tul., (1851)
- Antidesma teysmannianum Pax & K.Hoffm. , (1922) = Antidesma montanum var. montanum
- Antidesma thorelianum Gagnep., (1923) = Antidesma bunius (L.) Spreng., (1824)
- Antidesma thwaitesianum Müll.Arg. , (1866) = Antidesma puncticulatum Miq., (1861)
- Antidesma tomentosum (Roxb.) Voigt, (1845), nom. illeg. = Antidesma velutinosum Blume, (1825)
- Antidesma tomentosum Miq., (1859) = Antidesma velutinosum Blume, (1825)
- Antidesma tomentosum var. bangueyense (Merr.) Airy Shaw, (1975) = Antidesma tomentosum var. tomentosum
- Antidesma tomentosum var. genuinum Pax & K.Hoffm. , (1922), nom. Inval. = Antidesma tomentosum Blume, (1827)
- Antidesma tomentosum var. giganteum Pax & K.Hoffm., (1931) = Antidesma tomentosum var. tomentosum
- Antidesma tomentosum var. rivulare (Merr.) Pax & K.Hoffm. , (1922) = Antidesma tomentosum var. tomentosum
- Antidesma triplinervium Spreng., (1821) = Alchornea triplinervia (Spreng.) Müll.Arg. , (1866)
- Antidesma trunciflorum Merr., (1921Antidesma leucopodum Miq., (1861)
- Antidesma tulasneanum Baill., (1858), nom. nud. = Antidesma madagascariense var. madagascariense
- Antidesma urdanetense Elmer, (1915) = Antidesma tomentosum var. tomentosum
- Antidesma urophyllum Pax & K.Hoffm., (1931) = Antidesma neurocarpum var. neurocarpum
- Antidesma velutinosum var. lancifolium Hook.f., (1887) = Antidesma velutinosum Blume, (1825)
- Antidesma velutinosum var. orthogyne Hook.f., (1887) = Antidesma orthogyne (Hook.f.) Airy Shaw, (1972)
- Antidesma velutinum f. polystachya Müll.Arg. (1866) = Antidesma velutinum Tul., (1851)
- Antidesma venosum f. glabrescens De Wild., (1908) = Antidesma vogelianum Müll.Arg., (1864)
- Antidesma venosum subsp. membranaceum (Müll.Arg.) Lye, (1998) = Antidesma membranaceum Müll.Arg., (1865)
- Antidesma venosum var. thouarsianum Tul., (1851) = Antidesma venosum E.Mey. ex Tul., (1851)
- Antidesma vestitum C.Presl, (1851) = Antidesma ghaesembilla Gaertn., (1788)
- Antidesma walkeri (Tul.) Pax & K.Hoffm. , (1922) = Antidesma comptum Tul., (1851)
- Antidesma wallichianum C.Presl, (1851) = Antidesma acidum Retz., (1788)
- Antidesma warburgii K.Schum. , (1905) = Antidesma excavatum var. excavatum
- Antidesma wattii Hook.f., (1887) = Antidesma montanum var. microphyllum (Hemsl.) Petra Hoffm., (1999)
- Antidesma wawraeanum Beck ex Wawra, (1888) = Antidesma pulvinatum Hillebr., (1888)
- Antidesma yunnanense Pax & K.Hoffm. , (1922) = Antidesma fordii Hemsl., (1894)
- Antidesma zeylanicum Lam., (1783)  = Antidesma alexiteria L., (1753)
- Antidesma zeylanicum C.Presl, Epimel. Bot.: 234 (1851), nom. illeg. = Antidesma alexiteria L., (1753)
- Antidesma zippeliiAiry Shaw, (1982) = Antidesma heterophyllum Blume, (1827)
- Antidesma zollingeri Müll.Arg. ex Pax & K.Hoffm. , (1922) = Antidesma minus Blume, (1827)